# درة قشلاق السفلي (ورغاهان)
درة قشلاق السفلی (بالفارسية: دره‌قشلاق سفلی) هي منطقة سكنية تقع في إيران في قسم ورغاهان الریفي. يقدر عدد سكانها بـ 66 نسمة .